# Design Terminal
A Design Terminal Közép-Kelet Európa vezető innovációs ügynöksége. Vállalati partnerségeken és tehetséggondozó programokon keresztül épít „Innovációs Bajnokokat” jelenleg 12 országban. Már több, mint 1000 startupot támogattak a fejlődésben, és innovatív ötletekkel segítenek számos szektort, a mezőgazdaságtól az űriparig, illetve nagyvállalatokat.  

## Története
2004-ben a kreatívipari ágazatok, köztük az innovatív technológiák, a formatervezés, a divatipar vagy éppen a várostervezés magyarországi ösztönzésére jött létre a Design Terminál, mely a szakterület fontosságának növekedésével, tíz évvel később kiemelt kormányzati háttérintézménnyé vált. Böszörményi-Nagy Gergely 2012-ben csatlakozott a szervezethez. Vezetésével a cég széleskörű inkubációs szolgáltatásokat vezetett be korai fázisú innovatív vállalkozások számára. 2014-ben a Design Terminal önálló költségvetési szervvé vált.
2016 áprilisában az Emberi Erőforrások Minisztériuma úgy döntött, hogy a szervezet fennmarad, de nem költségvetési szervként, hanem piaci alapokon működik tovább, és az EMMI-vel szoros együttműködésben folytathatja a munkáját. 2016-ban Böszörményi-Nagy Gergely létrehozta a Design Terminal Nonprofit Kft-t, mely kibővített szolgáltatás portfolióval folytatja a startupok, tehetségek gondozását.
Ügyfelei között találjuk többek között a MOL Groupot, a BlackRockot, az E.Ont, az Union Biztosítót, a Microsoftot, a Szintézis-NETet, a Knorr-Bremset, a MÁV-ot, a Nemzeti Agrárgazdasági Kamarát és a Nemzeti Közszolgálati Egyetemet.
2014: elindítják akcelerációs tevékenységüket kreatívipari vállalkozók számára.
2017: Technológiai alapú startupokra kezdenek el fókuszálni, amelyek nagy társadalmi hatással bírnak, és elindítják első nagyvállalati innovációs programjaikat is.  
2018: Egész Európára kiterjesztik a missziójukat. Ezen belül elsősorban a V4-es régióra koncentrálnak.  

## Programok
- Mentorprogram

Zászlóshajó inkubációs programjuk olyan startupokra fókuszál, amelyek erős társadalmi hatással bírnak. Termék- és üzletfejlesztésben, kommunikációban, sales és üzleti tervezésben segítik a programra a világ minden tájáról jelentkező csapatokat. Emellett útmutatást nyújtanak a vállalkozások intézményi és jogi hátteréről is. A program erőssége a közösségépítés és a hazai és nemzetközi szakemberekből álló mentorcsapat.  
- ESA BIC Hungary

A European Space Agency programja szakmai útmutatással, kapcsolatépítési lehetőségekkel és akár 50.000 eurós anyagi támogatással abban segíti a vállalkozásokat, hogy kulcsszereplővé váljanak az űriparban. Az ESA űripari tevékenységének hazai képviseletét 2021-től a Design Terminal vette át. Céljuk, hogy utat nyissanak a hazai vállalkozások számára az űriparban, és hogy egy gazdaságilag erős és jövedelmező szektor felé vezessék Magyarországot.  
- NAK TechLab

Magyarország első agrár vállalkozásfejlesztési programja a szektor digitalizációját tűzte ki célul. Az innovatív megoldások növelhetik a magyar mezőgazdaság versenyképességét, miközben a résztvevő startupokat a piacra lépésben segíti a Nemzeti Agrárgazdasági Kamarával közös program és a benne résztvevő nagyvállalatok.  
- V4 Startup Force

2018-ban, a visegrádi régió első startup ösztöndíj programjaként indult a V4 SUF, a Nemzetközi Visegrádi Alap támogatásával. A kezdeményezés legfőbb célja, hogy helyben tartsa a magyar, szlovák, cseh és lengyel tehetségeket, valamint, hogy mentorálás, workshopok és networking események során a régiós terjeszkedésben segítse őket, erős régiós közösséget építve ezzel.    
- X-Europe

Az Európai Unió Horizon 2020 kutatási és innovációs programja finanszírozza a projektet, melynek célja, hogy vezető európai deeptech startupok fejlődését segítse. Kiváló képzést és szolgáltatásokat nyújt számukra, valamint partnerségi lehetőségeket befektetőkkel, vállalatokkal és kormányokkal. A kétéves program hat különböző körből áll, a health tech-től az AI & ML területén át a fintech-ig, és öt partner, az F6S, a TNW, a Growth Tribe, a TechChill és a Design Terminal szervezésben valósul meg.

## Kárpát medencei vállalkozásfejlesztési program
2016-ban indult a kezdeményezés, Magyarország kormányával együttműködve. A tehetséggondozó program célja, hogy segítse a határon túli magyar vállalkozókat helyben maradni, erősítse a vállalkozói kedvet és szakmai támogatást nyújtson nekik. Közel 200 felvidéki, kárpátaljai, erdélyi, vajdasági, muravidéki és horvátországi vállalkozó vett már részt a vállalkozásfejlesztési programon, melynek része az évente megrendezendő mezőkövesdi találkozó, ahol mentorok segítik a fiatal vállalkozókat. 2019-ben a Vajdaságban helyi vállalkozók mentorrá képzését kezdték meg, akik a későbbiekben helyi segítséget nyújthatnak a fiatal vállalkozók számára.  
A Design Terminal 2020-ban alapító partnerként vett részt a Startup Hungary létrehozásában, a Google és az IVSZ valamint tizenkét magyarországi startup alapító mellett. A tudásbázisként, érdekképviseletként és közösségként működő szervezet célja, hogy több nemzetközileg is sikeres startup jöjjön létre, működjön és növekedjen Magyarországon.

## Díjak és elismerések
Tevékenységét az Európai Bizottság 2014-ben az Európai Vállalkozások Ösztönzéséért Díjjal ismerte el.[16] 2015-ben a Design Terminal pályázatát elfogadva az UNESCO a közép-európai városok közt elsőként Budapestnek a „Design Városa” címet adományozta, illetve a város felvételt nyert az 54 ország 116 városának tagságával bíró Kreatív Városok Hálózatába.
2016-ban a szervezet tevékenységét a Central European Startup Awards keretében a “Magyarország legjobb vállalkozásfejlesztő programja” címmel is elismerték.